# 44 Leonis
44 Leonis, eller DE Leonis, är en pulserande variabel av halvregelbunden typ (SRB:) i stjärnbilden Lejonet.
44 Leonis har visuell magnitud +5,6 och varierar i amplitud med 0,07 magnituder utan någon fastställd periodicitet. Den befinner sig på ett avstånd av ungefär 1025 ljusår.